# Christoph Schneider
Christoph „Doom” Schneider (n. 11 mai 1966, Berlinul de Est, RDG) este un muzician german și bateristul trupei germane de Neue Deutsche Härte, Rammstein.

## Tinerețe
Schneider a părăsit școala secundară extinsă la vârsta de 16 ani și a continuat să lucreze ca asistent de telecomunicații. 
În 1984, el a servit serviciul său național cu armata est-germană; el este singurul membru al trupei Rammstein care ar fi fost în armată.

## Cariera
Părinții lui Schneider au dorit ca Christoph să învețe la un instrument, așa că l-au trimis la o școală specială de muzică legată de o orchestră a Pionierilor, unde i sa oferit alegerea dintre trompetă, clarinet și trombon, din care a ales trâmbița mai întâi pentru că era cel mai ușor de jucat. Se descrie ca fiind foarte talentat la interpretarea trâmbiței, iar după un an a intrat în orchestră și a cântat la diferite concerte. Aici a devenit interesat să cânte la baterie: el a fost impresionat de echipament și a continuat să se uite peste umăr la toba în timpul jocului. El le-a spus părinților că dorește să învețe să cânte la baterie, dar ei nu au susținut ideea pentru că "erau ambii din lumea clasică". S-a dus acasă ca să-și practice bastoane și și-a construit propriul set de baterie cu cutii de tabla și cupe. El a cumpărat primul său drumkit la vârsta de 14 ani, după care părinții săi au trebuit să-l accepte și să-l lase să repete și să ia lecții.
În 1985, Schneider și-a încetat activitatea de telecomunicații pentru a-și continua ambițiile muzicale studiind muzica la universitate, dar nu a reușit să intre în universitate de două ori, fiind respins pentru că nu posedă alte abilități muzicale cum ar fi pianul. El a continuat să învețe să se descurce singur. Schneider a încercat în mod constant, din 1985 până în 1990, să intre în trupe ca un toboșar, reușind în cele din urmă cu Die Firma.
În 1994, s-a alăturat lui Richard Z. Kruspe și lui Oliver Riedel în formarea unei versiuni mai vechi a lui Rammstein. După ce Till Lindemann s-a alăturat trupei, au intrat în concursul "Senate Metrobeat" din Berlin, câștigând șansa de a înregistra un demo profesionist cu patru piese. O trupă anterioară a lui Schneider, Feeling B, a oferit încă doi membri ai lui Rammstein, Paul Landers și keyboardist-ul Christian Lorenz.
Trupele sale preferate rock sunt: Deep Purple, Led Zeppelin, Motörhead, Black Sabbath și AC/DC.

## Porecla
Porecla "Doom" provine din jocul video cu același nume. Schneider avea nevoie de un nume pentru agenția germană pentru drepturile de autor, dar au găsit deja prea mulți "Christoph Schneiders". Paul Landers a sugerat numele "Doom" pentru că i-a plăcut jocul. Schneider a spus că dacă ar fi știut că numele va fi pe fiecare înregistrare, ar fi ales altul.